# Without You (배드핑거의 노래)
〈Without You〉는 그룹 배드핑거의 피터 햄과 톰 에반스가 만든 노래이다. ASCAP에 따르면 해리 닐슨, 머라이어 캐리와 더불어 현재까지 약 180여 명이 리메이크했다.

## 원곡
원곡은 락 그룹 배드핑거의 피트 햄과 톰 에반스가 만들었다. 처음 피터 햄이 만들었던 〈if it's love〉라는 곡의 코러스가 맘에 들지 않자, 당시 톰 에반스가 쓰던 곡과 합쳐서 만들었다. ‘당신 없인 살 수 없어요’라는 가사의 이 곡은 배드핑거가 1970년 발표한 앨범 《No Dice》에 수록되었는데 싱글은 발표되지 않았다. 그 후 햄과 에반스는 이 곡의 가사와 맞물리듯 모두 자살로 생을 마감하였다.

## 해리 닐슨 버전
Everybody's Talkin으로 당시 잘 알려져 있던 해리 닐슨은 한 파티에서 배드핑거의 Without You를 듣고 비틀즈의 노래로 오해했다가 사실을 알고 나서 71년 자신의 앨범인 Nilsson Schmilsson에 리메이크 버전을 발표한다. 이 곡은 그 후 미국 팝 차트에서 4주 연속 1위를 했으며 71년 3월 1일부터 5주 연속 영국 팝차트 1위를 기록하며 약 80만 장의 판매고를 올렸다. 이곡의 제작자인 리차드 페리는 후에 "발라드에 강한 비트가 들어간 그 당시 매우 차별화된 음반이었다. 이 음반 이후로 많은 가수들이 비슷한 곡을 발표했지만 그 당시엔 누구도 하지 않았다"라고 설명했다.
닐슨은 라이브를 자주 하진 않았지만 1992년 링고 스타와 그의 밴드인 올 스타 밴드와 함께 라스베가스의 시저스 팰리스에서 공연을 하기도 했다.

## 정미조 버전
대한민국에서는 1973년에 가수 정미조가 이 곡을 <그대 없이는>이라는 이름으로 한국어로 번안한 버전을 발표했다.

## 머라이어 캐리 버전
머라이어 캐리 버전은 1994년 1월 24일 머라이어 캐리의 3번째 앨범인 Music Box에 수록되어 발매되었는데 이것은 해리 닐슨이 1994년 1월 15일 심장마비로 죽은 9일 후였다. 캐리는 이 곡을 레스토랑에서 듣고 자신이 부르기로 결정했다고 말했다. Never Forget You와 묶여 더블 싱글로도 발매되었다.

### 차트 성적
Without You는 빌보드 핫 100의 3위에까지 올랐으며 상위 40위에 21주간, 전체 23주간 차트에 머물렀다. 또한 유럽에서 엄청난 히트를 기록하며 영국에서 1위로 데뷔해 4주간 1위 자리를 유지했고, 스위스에서 10주 연속 1위와 네덜란드 12주 연속 1위, 독일에서 4주간 오스트리아에서 8주간 1위를 하였으며 캐나다, 프랑스, 노르웨이, 호주 등에서 3위권에 들었다.

## 참조
1. ↑   Matovina, Dan. Without You: The Tragic Story of Badfinger, Google Books, 2000.
2. ↑  [깨진 링크(과거 내용 찾기)], Howie Edelson, "Flashback: Harry Nilsson's 'Without You' Tops the Chart"
3. ↑  Dafydd Rees and Luke Crampton, Rock Stars Encyclopedia (New York: DK Publishing, 1999), 714.
4. ↑  , superseventies.com
5. ↑  “Without You on ChartStats”. 2009년 5월 18일에 원본 문서에서 보존된 문서. 2009년 5월 18일에 확인함.